# Embalse de Terradets
El embalse de Terradets se encuentra en el río Noguera Pallaresa, en la comarca del Pallars Jussá. Se extiende por los municipios de Llimiana, Gavet de la Conca y Castell de Mur, todos ellos integrados por diversos núcleos de población. 
El embalse tiene un perímetro estimado de 17,37 km, una superficie de 330 hectáreas y una capacidad de 32 hm³ según la Confederación Hidrográfica del Ebro.

## Características
La presa es del tipo de gravedad, construida en hormigón. Su cota de coronación es de 374 m, con una anchura de 6,9 m y una longitud de 160 m. La altura sobre el lecho del río es de 38 m, y sus cimientos profundizan 11 m bajo tierra. Trabaja con un caudal de 135 m³/s que dan una potencia de 32.500 kW.
Su objetivo es obtener energía hidroeléctrica y regular las aguas del Noguera Pallaresa.
Fue construida en 1935 por la empresa canadiense Barcelona Traction, Light and Power Company Limited, para el aprovechamiento de la energía eléctrica.

## Entorno
La presa está construida en el estrecho de Terradets, que separa las sierras del Montsec de Rubies del Montsec de Ares, a este y oeste respectivamente. Su construcción hizo desaparecer bajo las aguas al monasterio de San Miguel de Cellers, o del Congost, fundado probablemente en 1170 por los condes de Pallars Jussá. Precisamente, Cellers, que pertenece a Castell de Mur, es el único núcleo urbano en la ribera del pantano, y a él pertenece el desfiladero de Terradets. 
Junto a  Cellers, con solo una treintena de habitantes y separado del pantano por la vía del ferrocarril entre Lérida y Puebla de Segur y la carretera C-13, se encuentra el Hotel Terradets y un embarcadero.
El pantano se encuentra entre los embalses de Sant Antoni, al norte, y Camarasa, al sur.

## La cola del pantano
La cola del embalse Terradets se ha convertido en un humedal de cierta extensión, de unas 112 hectáreas. Comprende meandros abandonados y lagunas creadas por la explotación de áridos, muy ricas en especies. El bosque de ribera está formado por sauces y álamos, y se encuentran amplios juncales (Typha latifolia). Entre las aves destacan somormujos (Podiceps cristatus), garcetas comunes (Egretta garzetta), aguiluchos laguneros (Circus aeruginosus) y avocetas (Recurvirostra avosetta).
Hay un coto para la pesca de truchas en la zona de Gabet, y en el pantano se encuentran carpa, barbo y black bass.